# فا (شركة)
فا (بالإنجليزية: Fa)‏ هي شركة عالمية لمستحضرات العناية الشخصية، وهي فرع من الشركة الألمانية هنكل. تتضمن منتوجات «فا» الغسول، الكريمات، الجل، جيل الإستحمام، الصابون، ومزيلات الروائح.

## أصل الإسم
من «بديع» (بالألمانية: fabelhafte)‏ و «صابون الخيط» (بالألمانية: Fadenseife)‏.

## التاريخ
أول منتج ل«فا» كان صابونا من الطلق المعطر وأصدرته سنة 1954 شركة «هنكل»، وسنة 1975 ظهر أول جيل حمام «فا». منذ ذلك الحين ظهرت منتجات أخرى للشركة كسلسلات جديدة من الصابون الصلب والسائل، جيل الحمام، والمطهرات بأنواعها. يتم تسويق «فا» حاليا في 150 بلدا.